# 홍선옥
홍선옥(洪仙玉, 1950년 3월 28일 - )은 조선민주주의인민공화국의 정치인이다. 최고인민회의 제13기 대의원이고 전 상임위원회 서기장이다. 내각 부총리를 지낸 홍원길의 딸이다.

## 경력
1953년에 태어났으며, 김일성종합대학과 국제관계대학을 졸업했다. 북-인도네시아 친선협회 위원장을 거쳐, 1998년 4월에 조선민주여성동맹 부위원장, 1999년 7월에 조선대외문화연락위원회 부위원장을 지냈다. 1999년 이후, 중국과 오스트리아, 스웨덴, 스위스, 독일 등 여러 나라와의 친선협회 위원장을 역임했다. 2003년 3월에 조선일본군위안부 및 강제연행피해자보상대책위원장에 임명된 이후, 2004년 12월에 6.15공동선언실천 북측 준비위원으로 참석했으며, 2005년 9월 일본의 과거청산을 요구하는 국제연대협의회 조선위원회 위원장에 선임되었다.

## 최고인민회의 대의원
2003년 9월 최고인민회의 제11기, 2009년 제12기 대의원에 선출되었다. 2013년 이후 제13기 대의원 겸 상임위원회 서기장으로 있다.
| 전임 태형철 | 최고인민회의 상임위원회 서기장 2013년 4월 ~ 2018년 4월 | 후임 정영국 |